# Dichelacera trigonifera
Dichelacera trigonifera är en tvåvingeart som först beskrevs av Ignaz Rudolph Schiner 1868.  Dichelacera trigonifera ingår i släktet Dichelacera och familjen bromsar. Inga underarter finns listade i Catalogue of Life.